# Francisco Jordá Cerdá
Francisco Jordá Cerdá (Alcoy, 20 de junio de 1914-Madrid, 10 de septiembre de 2004) fue un prehistoriador español, especialista en Paleolítico Superior y Epipaleolítico, que destacó como investigador del periodo solutrense en España y como experto en arte rupestre paleolítico y postpaleolítico.

## Formación
Cursó sus estudios universitarios en Madrid y Valencia, donde se licenció en Filosofía y Letras, sección Historia, en 1936. Ya durante su etapa universitaria se inició en los estudios arqueológicos gracias a su mentor y maestro Luis Pericot. Su primer empleo fue como profesor del enseñanza secundaria en esta ciudad al tiempo que se convertía en miembro del Institut d'Estudis Valencians.
En numerosas ocasiones contaba a sus discípulos sus experiencias personales durante la Segunda República, que vivió con gran intensidad. Iniciada la guerra civil española fue apresado por los franquistas y condenado a muerte. Pero su pena fue conmutada por el confinamiento en diversos campos de concentración, entre ellos en el de Burgos, donde compartió cautiverio y cuadernos de poesía y dibujo con Koldo Mitxelena, y otros más.

## Vida laboral
Tras su excarcelación en 1943, retorna a Valencia donde es recuperado por su maestro Luis Pericot para trabajar en el Servicio de Investigación Prehistórica de la Diputación Provincial de Valencia. Entre otros trabajos, fue copartícipe en la excavación de la cueva de la Cocina desde 1945. Fue su primer contacto prologado con las técnicas de excavación, después vendrían las cuevas de Les Mallaetes, Las Llatas, Cova Negra, etc. De este contacto con la prehistoria levantina comenzaron a surgir sus ideas sobre las peculiaridades del Paleolítico Superior y el Epipaleolítico de la zona y también su metodología de trabajo (inscribible en las tradiciones arqueológicas españolas de fuerte influencia francesa).

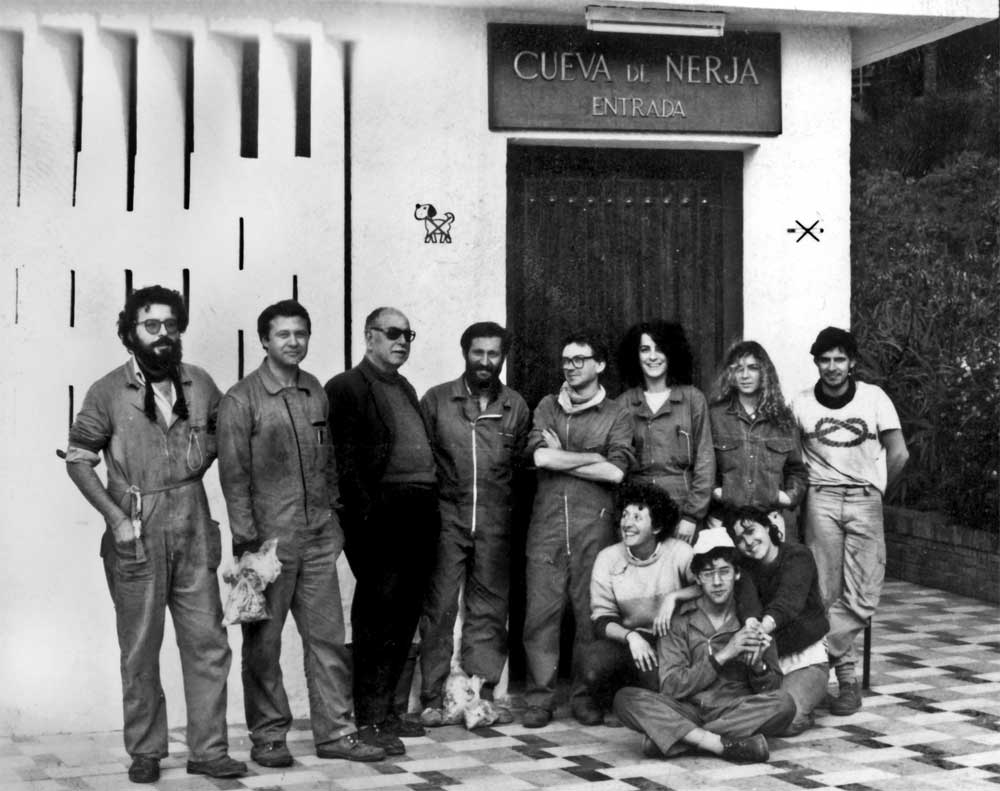
Jordá y parte de su equipo en la cueva de Nerja. En primer lugar su hijo, Jesús-Francisco Jordá Pardo, después, Pere Ferrer i Marquet, del Centre d’Estudis Contestans, Cocentaina (Alicante). Le sigue el propio profesor Jordá y a su lado el profesor de Prehistoria de la Universidad de Salamanca Javier González-Tablas Sastre junto con Emili Aura Tortosa, también profesor de Prehistoria, en la Universidad de Valencia. Por último, un grupo de estudiantes de prehistoria y arqueología.

La precariedad laboral de esta fase le provocó no pocos apuros hasta 1950, cuando fue nombrado director del Museo Arqueológico Municipal de Cartagena y su situación se estabilizó. Después fue nombrado director del Servicio de Investigaciones Arqueológicas de Asturias, por lo que pasó a residir en Oviedo en 1952. Al año siguiente ganó por oposición un puesto de profesor de Historia del Arte en la universidad de esa misma ciudad. Su plaza universitaria le dio la posibilidad de revisitar las cuevas valencianas de La Cocina y Les Mallaetes y de estudiar los grandes yacimientos cantábricos (la cueva del Pindal, la Peña del Candamo, la Lloseta, Les Pedroses...) y le dotó de los medios, los contactos y el tiempo suficiente para completar su tesis doctoral que versaba sobre «El Solutrense en España y sus problemas». La tesis fue defendida en la Universidad Complutense de Madrid en el año 1955 y fue publicada ese mismo año por la diputación provincial de Asturias Su profundo conocimiento de las ocupaciones solutrenses tanto de la zona mediterránea como cantábrica hicieron de esta obra un libro de referencia y llamó la atención a François Bordes sobre la precariedad de su tipología lítica al aplicarse a estas regiones, donde había utensilios que no se conocían en Francia. Entre tanto tuvo oportunidad de viajar al territorio del Sahara español, donde realizó importantes descubrimientos. Asimismo amplió su interés a los castros prerromanos de la zona iniciando excavaciones en el Castrillón de Mohías en Coaña.
En 1962 consiguió la cátedra de Arqueología de la Universidad de Salamanca, que en esa época se reducía a un equipo escaso en el que destacaban dos insignes historiadores, José María Blázquez y José Manuel Roldán Hervás. Desde Salamanca, el profesor Jordá fue formando un equipo con el que pudo hacerse cargo de numerosas excavaciones, entre las que destacan sus incursiones en la Trinchera de Atapuerca y Ojo Guareña (ambas en la provincia de Burgos), Cueva de Nerja (provincia de Málaga), los castros de San Ḷḷuís (Pola de Allande) y Mohías (Coaña), la cueva de los Casares (provincia de Guadalajara) y diversos trabajos en la provincia de Salamanca (poblados, dólmenes, túmulos, arte rupestre esquemático de Las Batuecas...). Uno de sus mayores logros fue continuar la edición periódica de la revista Zephyrus.
Aunque se jubiló en Salamanca en 1984, siguió ejerciendo su labor investigadora como profesor emérito casi hasta el día de su muerte. Entre sus discípulos más destacados figuran Javier Fortea Pérez, catedrático de Prehistoria y Arqueología de la Universidad de Oviedo; Emili Aura Tortosa, profesor de Prehistoria y Arqueología de la Universidad de Valencia; Julián Bécares, profesor de Prehistoria y Arqueología de la Universidad de Salamanca y Luis Arias González, profesor de enseñanza secundaria del IES Fernández Vallín de Gijón; así como su propio hijo, Jesús Francisco Jordá Pardo.

## Publicaciones y trabajos
Fue miembro numerario de numerosas academias, sociedades e institutos de ámbito nacional e internacional, recibiendo en 1983 la Medalla de Oro de la Universidad de Salamanca. También fue nombrado miembro de las siguientes instituciones:
- Deutsche Archäologische Institut de Berlín
- Associação dos Arqueólogos portugueses de Lisboa
- Real Academia de Bellas Artes de San Fernando
- Real Academia de la Historia

Entre sus publicaciones destacan:
- → y Berenguer Alonso, M. (1954): «La cueva de El Pindal (Asturias)». Boletín del Instituto de Estudios Asturianos, nº 23, pág. 337-364
- → (1955): «El Solutrense en España y sus problemas». Servicio de Investigaciones Arqueológicas de la Diputación Provincial de Asturias, Oviedo
- → (1955): «Los problemas de la investigación prehistórica del Sáhara Español» Archivos del Instituto de Estudios Africanos, tomo 6, Madrid, páginas 61-97
- → (1957): «La España en los tiempos paleolíticos», en Las raíces de España. Instituto Español de Antropología Aplicada. Madrid.
- → (1964) «El arte rupestre paleolítico de la región cantábrica: una secuencia crono-cultural» en Symposium on Prehistoric Art of Western Mediterranean and the Sahara (Burgwartenstein, Austria, 1960), Barcelona. Páginas 48-81
- → (1973): «Sobre la cronología del Arte Rupestre Levantino» en Crónica del XII Congreso Nacional de Arqueología (Jaén, 1971). Zaragoza, páginas 85-100
- → y Fortea Pérez, Javier (1976): «La cueva de Les Mallaetes y los problemas del Paleolítico Superior del Mediterráneo español», en Zephyrus, nos XXVI-XXVII, Salamanca, páginas 129-166.
- → y Blázquez José María (1978), Historia del Arte Hispánico, Tomo I, La Antigüedad, Editorial Alhambra (Madrid). ISBN 84-205-0607-9
- → (1981) «Villamayor de Ledesma. Guijo de las Navas». Arqueología, 1981, pág. 113
- → (1983) «Villar Mayor. Guijo I de las Navas». Arqueología, 1983, pág. 136
- → (1983): «El mamut en el arte paleolítico peninsular y la hierogamia de Los Casares», en Homenaje al prof. Martín Almagro Basch, Vol. 1, 1983, ISBN 84-7483-347-7, Páginas. 265-272
- → et alter (1983): «La Cueva de Nerja», en Revista de Arqueología, nº 29, Madrid. Páginas 56-65
- → como coordinador (1985): Los 25.000 años de la Cueva de Nerja. Gráficas Varona, Salamanca, Depósito Legal 103-1985